# フィリップ・ガブリエル

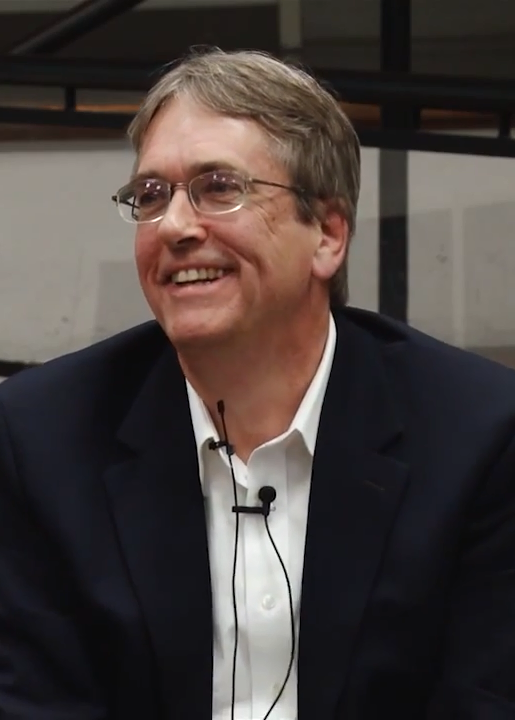
フィリップ・ガブリエル

フィリップ・ガブリエル（J. Philip Gabriel）は、日本文学の研究者、翻訳家。アリゾナ大学正教授。村上春樹の作品の主要な英語翻訳家の一人として知られる。

## 概要
1992年にコーネル大学で博士号を取得し、2010年現在はアリゾナ州ツーソンにあるアリゾナ大学で現代日本文学の教授職に就き東アジア研究（East Asian studies）学部長を務める。
村上春樹を中心に、島田雅彦や大江健三郎ら多くの小説家の作品を訳している。彼の翻訳は『ザ・ニューヨーカー』、『ハーパース・マガジン』、その他の出版物に掲載されている。ガブリエルはまた翻訳家アルフレッド・バーンバウムに吉田修一作品を紹介している。
『アンダーグラウンド』の共同翻訳で2001年の日本文学のササカワ賞、『群棲』の翻訳で2001年日米友好基金日本文学翻訳賞、『海辺のカフカ』の翻訳で2006年PEN/ブック・オブ・ザ・マンス・クラブ翻訳賞を受賞している。
2014年8月12日、村上の長編小説『色彩を持たない多崎つくると、彼の巡礼の年』の英訳版『Colorless Tsukuru Tazaki and His Years of Pilgrimage』を出版した。

## 翻訳作品（村上春樹）

### 長編小説
| タイトル                                             | 詳細情報                      | 日本語タイトル                               | 備考                                         |
| ---------------------------------------------------- | ----------------------------- | -------------------------------------------- | -------------------------------------------- |
| South of the Border, West of the Sun                 | クノップフ社（1999年1月26日） | 『国境の南、太陽の西』                       |                                              |
| Sputnik Sweetheart                                   | クノップフ社（2001年4月）     | 『スプートニクの恋人』                       |                                              |
| Kafka on the Shore                                   | クノップフ社（2005年1月26日） | 『海辺のカフカ』                             |                                              |
| 1Q84 BOOK 3                                          | クノップフ社（2011年9月25日） | 『1Q84』 BOOK3                               | 「BOOK 1」「BOOK 2」はジェイ・ルービンの翻訳 |
| Colorless Tsukuru Tazaki and His Years of Pilgrimage | クノップフ社（2014年8月12日） | 『色彩を持たない多崎つくると、彼の巡礼の年』 |                                              |
| Killing Commendatore                                 | クノップフ社（2018年10月9日） | 『騎士団長殺し』                             | テッド・グーセンとの共訳                     |

### 短編小説・ほか
| タイトル                                                             | 詳細情報                                   | 日本語タイトル                                            | 備考                                         |
| -------------------------------------------------------------------- | ------------------------------------------ | --------------------------------------------------------- | -------------------------------------------- |
| The Kangaroo Communiqué                                              | 『ZYZZYVA』1988年春号                      | 「カンガルー通信」                                        |                                              |
| Barn Burning                                                         | 『ザ・ニューヨーカー』1992年11月2日号      | 「納屋を焼く」                                            |                                              |
| Blind Willow, Sleeping Woman                                         | 『Harper's』2002年6月号                    | 「めくらやなぎと、眠る女」                                | 短編集『Blind Willow, Sleeping Woman』に収録 |
| New York Mining Disaster                                             | 『ザ・ニューヨーカー』1999年1月11日号      | 「ニューヨーク炭鉱の悲劇」                                | 同上                                         |
| The Mirror                                                           | 『The Yale Review』2006年7月号             | 「鏡」                                                    | 同上                                         |
| A Folklore for My Generation: A Pre-History of Late-Stage Capitalism | 訳し下ろし                                 | 「我らの時代のフォークロア―高度資本主義前史」             | 同上                                         |
| Hunting Knife                                                        | 『ザ・ニューヨーカー』2003年11月17日号     | 「ハンティング・ナイフ」                                  | 同上                                         |
| A Perfect Day for Kangaroos                                          | 訳し下ろし                                 | 「カンガルー日和」                                        | 同上                                         |
| Man-Eating Cats                                                      | 『ザ・ニューヨーカー』2000年12月4日号      | 「人喰い猫」                                              | 同上                                         |
| The Year of Spaghetti                                                | 『ザ・ニューヨーカー』2005年11月21日号     | 「スパゲティーの年に」                                    | 同上                                         |
| The Ice Man                                                          | 訳し下ろし                                 | 「氷男」                                                  | 同上                                         |
| Crabs                                                                | 『Stories Magazine』2003年4月号            | 「蟹」                                                    | 同上                                         |
| Firefly                                                              | 訳し下ろし                                 | 「螢」                                                    | 同上                                         |
| Chance Traveler                                                      | 『Harper's』2005年7月号                    | 「偶然の旅人」                                            | 同上                                         |
| Where I'm Likely to Find It                                          | 『ザ・ニューヨーカー』2005年5月2日号       | 「どこであれそれが見つかりそうな場所で」                  | 同上                                         |
| A Shinagawa Monkey                                                   | 『ザ・ニューヨーカー』2006年2月13日号      | 「品川猿」                                                | 同上                                         |
| Yesterday                                                            | 『ザ・ニューヨーカー』2014年6月9日・16日号 | 「イエスタデイ」                                          |                                              |
| Kino                                                                 | 『ザ・ニューヨーカー』2015年2月23日号      | 「木野」                                                  |                                              |
| Underground: The Tokyo Gas Attack and the Japanese Psyche            | Vintage（2000年6月）                       | 『アンダーグラウンド』 『約束された場所で―underground 2』 | アルフレッド・バーンバウムと共訳             |
| What I Talk About When I Talk About Running                          | クノップフ社（2008年7月29日）              | 『走ることについて語るときに僕の語ること』                |                                              |

## 翻訳作品（その他）
- Dream Messenger / Kodansha International , 1992. （島田雅彦『夢使い レンタルチャイルドの新二都物語』、1989年）
- Life in the Cul-De-Sac / Stone Bridge Press , 2001. （黒井千次『群棲』、1984年）
- Somersault / Grove Press , 2003. （大江健三郎『宙返り』、1999年）
- Storm Rider  / Houghton Mifflin Harcourt , 2004.（吉村昭『アメリカ彦蔵』、1999年）
- Real World / Knopf , 2008. （桐野夏生『リアルワールド』、2003年）
- Villain / Pantheon , 2010. （吉田修一『悪人』、2007年）
- Frozen Dreams / Peter Owen Publishers , 2012. （立松和平『日高』、2002年）

## 主要な著書
- Mad Wives and Island Dreams: Shimao Toshio and the Margins of Japanese Literature / University of Hawaii Press , 1999.
- Ōe and beyond: fiction in contemporary Japan / University of Hawaii Press , 1999. 共著
- Spirit Matters: The Transcendent in Modern Japanese Literature / University of Hawaii Press , 2006.